# 서울선린초등학교
서울선린초등학교는 대한민국 서울특별시 강동구 둔촌동에 있는 초등학교이다.

## 학교 연혁
- 1985년 10월 24일 서울선린국민학교 개교(설립인가 7월 1일)
- 1992년 3월 31일 병설유치원 개원
- 1996년 3월 1일 현재 교명으로 개칭
- 2004년 2월 28일 통합형 유치원(에듀케어) 신설 및 과학실 리모델링
- 2006년 1월 31일 전교실 냉난방 설치
- 2007년 7월 10일 전체교실 책걸상 교체
- 2007년 10월 10일 운동장 씨름장, 모래장 설치 및 놀이기구 교체
- 2008년 5월 2일 선린영어마을 개관식
- 2008년 10월 21일 인조잔디 축구장 및 다목적구장 설치 준공식
- 2008년 11월 2일 본관, 서관 옥상 방수 공사
- 2010년 7월 1일 돌봄교실 리모델링
- 2010년 7월 19일 학습자료제작실 리모델링
- 2010년 9월 6일 시청각실 설치 완료
- 2013년 2월 28일 학교보건실 리모델링
- 2013년 5월 1일 선린 대운동회 실시
- 2013년 10월 27일 운동장 인조잔디 보수, 건물 후면 안전바 설치
- 2014년 2월 24일 돌봄겸용교실 나래반 환경개선
- 2014년 4월 29일 또래놀이 운영
- 2015년 3월 17일 돌봄겸용교실 둥지반 환경개선
- 2015년 5월 20일 급식실 환경개선
- 2015년 5월 22일 학부모 독서동아리 운영
- 2015년 6월 23일 상담실 설치
- 2015년 8월 21일 놀이시설 교체
- 2016년 11월 30일 제1회 나라사랑 보훈병원 위문 공연 실시
- 2017년 6월 7일 보훈병원 나라사랑 콘서트
- 2017년 6월 20일 선린 마을 벽화 도장공사
- 2017년 8월 18일 도서실 리모델링 공사, 운동장 트랙 및 다목적구장 교체 공사
- 2017년 9월 29일 선린 대운동회 개최
- 2017년 10월 23일 개교기념 전통놀이 한마당
- 2017년 11월 30일 락밴드 교내 연주회
- 2018년 1월 19일 정보관 석면 제거 및 냉난방시설 교체
- 2018년 5월 25일 나라사랑 콘서트(보훈병원 위문공연)
- 2018년 8월 24일 인조잔디 운동장 개선공사, 관리실 사무환경 개선공사
- 2018년 9월 1일 김진희 교장 취임
- 2018년 10월 30일 장애인편의시설(엘리베이터) 설치공사
- 2019년 3월 31일 석면 해체 제거 및 학교환경 개선(바닥, 창호, 에어컨) 공사
- 2019년 6월 18일 뮤지컬 및 메이커 교실 구축
- 2019년 8월 20일 급식실 환기시설 및 천장조명 개선공사

## 참고 자료
- 서울선린초등학교 - 한국교육학술정보원 학교알리미